# NGC 1747
NGC 1747 ist die Bezeichnung eines Emissionsnebels mit einem eingebetteten offenen Sternhaufen im Sternbild Dorado (Schwertfisch). Das Objekt liegt in der Großen Magellanschen Wolke und wurde am 2. November 1834 von John Herschel entdeckt.